# Relaciones Alemania-Suecia
La relación entre Alemania y Suecia tiene una larga trayectoria histórica. La relación se caracteriza por los intercambios entre los países vecinos del Mar Báltico en el siglo XIV.
Ambos países son miembros de la Unión Europea, las Naciones Unidas, la Organización para la Seguridad y la Cooperación en Europa (OSCE), el Consejo de Estados del Mar Báltico y el Consejo de Europa.
Alemania apoya el ingreso de Suecia en la OTAN.
Alemania tiene actualmente una embajada en Estocolmo. Hay cónsules honorarios en Gotemburgo, Jönköping, Kalmar, Luleå, Malmö, Sälen, Uddevalla, Visby y Åmotfors.   
La embajada sueca en Alemania está en Berlín. Hay cónsules honorarios en Bremen, Düsseldorf, Erfurt, Fráncfort del Meno, Hamburgo, Hannover, Kiel, Leipzig, Lübeck-Travemünde, Múnich, Rostock y Stuttgart. Unos 50.000 suecos viven en Alemania , y unos 20.000 alemanes en Suecia. 

## Historia
Durante la Primera Guerra Mundial (1914-1918) Suecia fue neutral respecto a Alemania. En la época de la República de Weimar (1918-1933) Suecia dependía económicamente de Alemania. Uno de los principales países clientes de Suecia en términos de mineral de hierro era Alemania. Además, muchas grandes empresas alemanas adquirieron importantes acciones de empresas suecas. En 1926 el tratado de comercio y transporte marítimo entre ambos países fue cancelado por Alemania, debido a las desventajas para la economía agraria alemana. En Suecia, la reorientación de la cultura alemana a la angloamericana había comenzado después de la Primera Guerra Mundial. Sin embargo, las clases altas de Suecia seguían obteniendo su cultura e inspiración de las universidades, conservatorios y centros de arte alemanes. En el periodo de entreguerras, la importación sueca de literatura alemana tuvo un papel importante.
El desarrollo político interno de Alemania, especialmente el rápido aumento de la influencia de los nacionalsocialistas en la política alemana después de 1930, fue seguido con gran interés por Suecia. La prensa sueca adoptó una actitud distanciada y crítica hacia el nacionalsocialismo, lo que provocó disgustos en las relaciones germano-suecas. Mientras Alemania estaba influenciada por el nacionalsocialismo, Suecia era un país con un gobierno socialdemócrata.
En otoño de 1932 Hermann Göring (NSDAP), presidente del Reichstag, se quejó en Berlín a Karl Albert Damgren, responsable de prensa de la delegación sueca, sobre el estilo de la información de la prensa sueca en relación con el nacionalsocialismo. La toma de poder de Hitler y el NSDAP el 30 de enero de 1933 creó aún problemas entre Alemania y Suecia. Frederic Hans von Rosenberg se quejó de un artículo sueco en el "Social-Demokraten". Dijo que el artículo contenía información errónea y exagerada. Pero Suecia también fue atacada por la prensa alemana. 
En los años siguientes (1934-1937) las relaciones sueco-alemanas pasaron por una fase tranquila. Los círculos gubernamentales alemanes expresaron su interés en mantener contactos amistosos con Suecia. 
En la Segunda Guerra Mundial, Suecia volvió a declarar su neutralidad. Pero Arvid Richert, el enviado sueco en Berlín, expresó su temor de que Suecia pudiera participar en la guerra. Aconsejó a Suecia que tenía que mostrar resistencia y atención en relación con las declaraciones sobre Alemania para proteger a su país.
El periodo de posguerra de Suecia se caracterizó por la continuidad. Desde el punto de vista de Suecia no había necesidad de analizar su comportamiento durante el nacionalsocialismo. No necesitaba una construcción de la democracia parlamentaria o una reforma constitucional.  
Pero una de las estrategias de Suecia después de la guerra fue el rechazo de todo lo que se asociaba con el nacionalsocialismo. Así se opuso a las corrientes militaristas y nacionalistas y se benefició de los valores angloamericanos de modernidad y racionalidad.

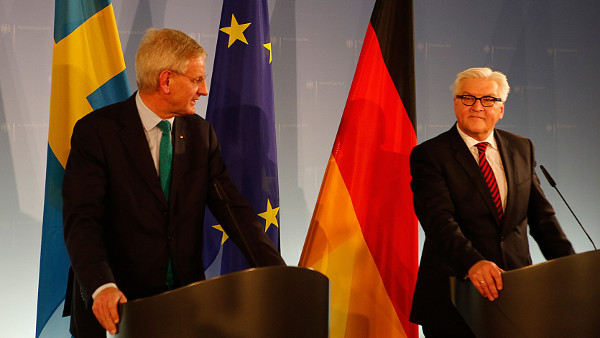
Reunión de Carl Bildt y Frank-Walter Steinmeier, ministros de Asuntos Exteriores de Suecia y Alemania, en 2014

.

## Relaciones políticas
Alemania desempeña un papel importante en los asuntos exteriores de Suecia debido a su fuerza política y económica. La cooperación entre ambos países se hace patente en varios apartados. Las relaciones bilaterales no presentan problemas en general. 
A principios del año 2012, Reinfeldt fue invitado por la canciller Merkel. En mayo de 2012 el presidente federal alemán Gauck visitó Suecia en su viaje. En otoño de 2012 los ministros federales Schäuble y de Maizière fueron a Suecia, y en enero de 2017 la canciller Angela Merkel visitó al primer ministro Stefan Löven.

## Relaciones económicas
Por un lado, el principal país proveedor de Suecia es Alemania. El importe de las importaciones de Suecia procedentes de Alemania es de alrededor del 17,3%, de Noruega del 8,7% y de Dinamarca del 8,4%. 
Por otro lado, uno de los principales países clientes de Suecia es Alemania. Suecia exporta la mayor parte de sus productos a Noruega. Pero Alemania, con un 9,8%, está a la cabeza de los países clientes de Suecia. In year 2012 Germany imported goods from Sweden in the amount of 13 billion Euros.    
Entre los productos que Suecia exporta a Alemania están los productos farmacéuticos (18,2%), el papel y el cartón (18,3%), los metales (12,5%), las máquinas (8,8%), los automóviles y las partículas de automóviles (7,7%), los minerales (6,3%) y los productos químicos (4,6%). 
El 18,2% del total de las exportaciones alemanas a Suecia son automóviles y partículas de automóviles, el 14,5% máquinas, el 9,5% electrodomésticos, el 8,5% productos químicos, el 7,7% material eléctrico y el 6,5% metales.
El stock de las inversiones extranjeras directas de Suecia en Alemania fue de unos 15.243 millones de euros en el año 2009, de unos 16.146 millones de euros en el año 2010 y de unos 16.183 millones de euros en el año 2011. 
El stock de inversiones extranjeras directas alemanas en Suecia fue mayor. El stock fue de unos 16.336 millones de euros en el año 2009, de unos 20.096 millones de euros en el año 2010 y de unos 26.027 millones de euros en el año 2011.  
The number of the engagement of German companies in Sweden is about 870, with about 50.000 employees and estimated annual sales around 30 milliard euros.  Regional focus areas are Stockholm, Göteborg and Malmö.

## Política social
Principalmente, Alemania tiene un profundo interés en los logros y desarrollos sociopolíticos de Suecia. Las secciones de cuidado de niños, política familiar y también el comercio con personas discapacitadas están en la cima del interés. Las relaciones bilaterales pueden registrarse en las secciones de reforma del mercado laboral, formación profesional y seguro de asistencia sanitaria.  
Right-wing populism has emerged in both countries.

## Relaciones culturales
Hasta la Segunda Guerra Mundial, Suecia, junto con el resto de los países nórdicos y los Países Bajos, estaba orientada al área lingüística y cultural alemana y se consideraba que estaba bajo la "esfera de influencia alemana". Después de la Guerra se produjo una rápida reorientación hacia el área angloamericana. El idioma alemán ha sido sustituido por el inglés como segunda lengua natal, aunque sigue conservando su posición como lengua extranjera más popular entre los estudiantes escolares, muy por delante del español, el francés, el finlandés, el italiano, el árabe, el turco, el kurdo, el griego y el ruso. 
Además del Goethe-Institut y la Deutsche Schule Stockholm, hay otras escuelas asociadas que se preocupan por el apoyo a la lengua alemana en Suecia. 
La congregación de lengua alemana en el extranjero, así como las asociaciones germano-suecas, contribuyen positivamente a la intervención de la cultura alemana en Suecia.  
Las producciones cinematográficas alemanas tienen bastante éxito en el cine y la televisión suecos, pero los temas históricos están más en primer plano. Los conjuntos y artistas alemanes acuden con regularidad a Suecia para realizar representaciones teatrales. En el ámbito literario, existe una gran demanda de clásicos alemanes. La prensa sueca publica de vez en cuando artículos sobre la vida en Alemania, especialmente en Berlín.